# 荒賀知子
荒賀 知子（あらが ともこ、1985年2月1日 - ）は、日本の空手家・指導者である。京都府亀岡市出身。身長166cm、体重53kg。華頂女子高等学校、京都産業大学卒業。空手家の荒賀龍太郎は実弟。

## 経歴
空手家一家に生まれ、父の道場に3歳で入門した。中学高校時代から才能を発揮。高校1年生で史上最年少のナショナルチーム・メンバーとなる。2004年と2006年世界空手道選手権で史上3人目の連覇を達成。2006年のアジア大会でも金メダルを獲得。現在、華頂女子高等学校空手道部コーチ・全日本空手道連盟ナショナルチームコーチ。

## 主な戦績
- 2004年世界空手道選手権大会53kg級優勝。
- 2006年世界空手道選手権大会53kg級優勝。
- 2006年アジア競技大会53kg級優勝。
- 2008年世界空手道選手権大会60kg級準々決勝敗退を最後に現役を引退。

## エピソード
- 日本テレビ系テレビ番組「おネエ★MANS」（2009年2月17日放送分）で、「変身美人はだれだ!?」と題されたクイズコーナーに、世界選手権2連覇の空手家として登場した。